# 25094 Земцов
25094 Земцов (25094 Zemtsov) — астероїд головного поясу, відкритий 14 вересня 1998 року.
Тіссеранів параметр щодо Юпітера — 3,389.